# Campionati italiani di triathlon sprint del 2013
I Campionati italiani di triathlon sprint del 2013 sono stati organizzati dalla Federazione Italiana Triathlon e si sono tenuti a Lovadina in Veneto, in data 5 ottobre 2013.
Tra gli uomini ha vinto Daniel Hofer ( Carabinieri), mentre la gara femminile è andata a Annamaria Mazzetti ( Fiamme Oro).

## Risultati

### Élite uomini
| Pos. | Atleta                  | Società sportiva   | Nuoto    | Bici     | Corsa    | Totale   |
| ---- | ----------------------- | ------------------ | -------- | -------- | -------- | -------- |
|      | Daniel Hofer            | Carabinieri        | 00:09:20 | 00:26:07 | 00:14:00 | 00:50:50 |
|      | Matthias Steinwandter   | Carabinieri        | 00:09:14 | 00:26:08 | 00:14:03 | 00:50:51 |
|      | Alessandro Fabian       | Carabinieri        | 00:09:00 | 00:26:24 | 00:14:23 | 00:51:09 |
| 4    | Andrea De Ponti         | Friesian Team      | 00:09:32 | 00:25:58 | 00:14:39 | 00:51:25 |
| 5    | Andrea Secchiero        | Fiamme Oro         | 00:09:17 | 00:26:14 | 00:14:38 | 00:51:31 |
| 6    | Luca Facchinetti        | T.D. Rimini        | 00:09:09 | 00:26:18 | 00:14:42 | 00:51:32 |
| 7    | Riccardo De Palma       | Minerva Roma       | 00:09:24 | 00:26:03 | 00:14:53 | 00:51:50 |
| 8    | Jonathan Ciavattella    | Esercito           | 00:09:17 | 00:26:05 | 00:15:00 | 00:51:53 |
| 9    | Giulio Molinari         | Carabinieri        | 00:09:12 | 00:26:15 | 00:15:07 | 00:51:54 |
| 10   | Davide Uccellari        | Fiamme Azzurre     | 00:09:33 | 00:26:33 | 00:14:38 | 00:52:01 |
| 11   | Davide Bargellini       | Friesian Team      | 00:09:08 | 00:26:09 | 00:15:14 | 00:52:08 |
| 12   | Manuel Biagiotti        | Friesian Team      | 00:09:19 | 00:26:11 | 00:15:15 | 00:52:14 |
| 13   | Gianluca Pozzatti       | CUS Trento CTT     | 00:09:11 | 00:26:12 | 00:15:29 | 00:52:23 |
| 14   | Alberto Casadei         | Fiamme Oro         | 00:09:21 | 00:26:05 | 00:15:32 | 00:52:23 |
| 15   | Ivan Risti              | DDS                | 00:09:22 | 00:26:03 | 00:15:27 | 00:52:24 |
| 16   | Gregory Barnaby         | 707 Triathlon Team | 00:09:20 | 00:26:04 | 00:15:48 | 00:52:38 |
| 17   | Jacopo Butturini        | 707 Triathlon Team | 00:09:18 | 00:26:10 | 00:15:43 | 00:52:44 |
| 18   | Michelangelo Parmigiani | T.D. Rimini        | 00:09:12 | 00:26:14 | 00:15:52 | 00:52:47 |
| 19   | Alex Ascenzi            | Fiamme Azzurre     | 00:09:42 | 00:26:52 | 00:15:06 | 00:53:04 |
| 20   | Dario Chitti            | CUS Parma Medel    | 00:09:31 | 00:26:34 | 00:15:36 | 00:53:05 |

### Élite donne
| Pos. | Atleta              | Società sportiva           | Nuoto    | Bici     | Corsa    | Totale   |
| ---- | ------------------- | -------------------------- | -------- | -------- | -------- | -------- |
|      | Annamaria Mazzetti  | Fiamme Oro                 | 00:10:04 | 00:30:47 | 00:16:34 | 00:58:51 |
|      | Daniela Chmet       | Fiamme Oro                 | 00:10:15 | 00:30:38 | 00:16:37 | 00:59:05 |
|      | Angelica Olmo       | Pianeta Acqua              | 00:10:26 | 00:30:26 | 00:17:06 | 00:59:23 |
| 4    | Elena Maria Petrini | Minerva Roma               | 00:10:05 | 00:30:44 | 00:17:03 | 00:59:25 |
| 5    | Lisa Schanung       | Bressanone Nuoto           | 00:10:36 | 00:30:13 | 00:17:20 | 00:59:33 |
| 6    | Elisa Marcon        | Tri. Rari Nantes Marostica | 00:10:26 | 00:30:22 | 00:17:27 | 00:59:48 |
| 7    | Ilaria Zane         | CUS Trento CTT             | 00:10:19 | 00:30:32 | 00:17:32 | 00:59:56 |
| 8    | Margie Santimaria   | Fiamme Oro                 | 00:10:09 | 00:30:42 | 00:17:38 | 00:59:58 |
| 9    | Alessia Orla        | DDS                        | 00:10:24 | 00:30:20 | 00:18:00 | 01:00:16 |
| 10   | Giulia Sforza       | Atletica Bellinzago        | 00:10:14 | 00:30:34 | 00:18:07 | 01:00:27 |
| 11   | Sara Papais         | T.D. Rimini                | 00:10:25 | 00:30:29 | 00:18:12 | 01:00:39 |
| 12   | Verena Steinhauser  | Bressanone Nuoto           | 00:10:28 | 00:30:47 | 00:18:13 | 01:01:05 |
| 13   | Michela Pozzuoli    | Minerva Roma               | 00:10:29 | 00:30:18 | 00:18:59 | 01:01:17 |
| 14   | Luisa Iogna-Prat    | T.D. Rimini                | 00:10:37 | 00:30:38 | 00:18:30 | 01:01:27 |
| 15   | Lilli Gelmini       | T.D. Rimini                | 00:10:22 | 00:30:24 | 00:19:06 | 01:01:29 |
| 16   | Giorgia Priarone    | T.D. Rimini                | 00:11:18 | 00:30:44 | 00:17:53 | 01:01:33 |
| 17   | Giulia Bedorin      | Padova Triathlon           | 00:10:30 | 00:30:50 | 00:18:53 | 01:01:49 |
| 18   | Federica Parodi     | Virtus                     | 00:10:50 | 00:31:09 | 00:18:24 | 01:02:01 |
| 19   | Chiara Piccinelli   | Aquatica Torino            | 00:10:30 | 00:30:45 | 00:19:11 | 01:02:09 |
| 20   | Martina Balestra    | Pool Sport                 | 00:10:31 | 00:30:46 | 00:19:24 | 01:02:26 |